# توماس لینکه
توماس لینکه (به آلمانی: Thomas Linke) متولد ۱۹۶۹ او مدافع مرکزی بایرن با شماره همیشگی ۲۵ بود.
توماس یکی از اعضای آن تیم رویایی بایرن در زمان اوتمار هیتسفلد بود که موفق شدند دو بار به مرحله نهایی لیگ قهرمانان اروپا صعود کنند و پس از کسب نائب قهرمانی در سال ۱۹۹۹ عنوان قهرمانی را در سال ۲۰۰۱ بدست آورند.